# Кауерн
Кауерн (њем. Kauern) општина је у њемачкој савезној држави Тирингија. Једно је од 61 општинског средишта округа Грајц. Према процјени из 2010. у општини је живјело 458 становника. Посједује регионалну шифру (AGS) 16076034.

## Географски и демографски подаци
Кауерн се налази у савезној држави Тирингија у округу Грајц. Општина се налази на надморској висини од 285 метара. Површина општине износи 8,3 km². У самом мјесту је, према процјени из 2010. године, живјело 458 становника. Просјечна густина становништва износи 55 становника/km².